# Alpín dei Pitti
Alpín (fl. VIII secolo) è stato re dei Pitti negli anni Venti dell'VIII secolo insieme a Drest.
La Cronaca dei Pitti attribuisce a loro due un periodo di cinque anni di regno congiunto. Alpín è la forma pitta del nome inglese Ælfwine e ciò potrebbe indicare un legame con esiliati berniciani nella Pittavia come Eanfrith, padre di Talorgan mac Enfret, o Oswiu. Secondo gli Annali di Tigernach e gli Annali di Clonmacnoise, nel 724 Nechtan mac Der-Ilei abdicò in favore di Drest, entrando in monastero. Gli Annali di Tigernach dicono che nel 726 "Drest fu cacciatod al regno dei Pitti; e Alpín regnò al suo posto". Nel 728/729 Alpín, Drest, Nechtan e Óengus lottarono per il trono dei Pitti e dalle fonti sembra che Alpín sia stato il primo avversario di Nechtan e Óengus. Fu dapprima sconfitto da Óengus a Monaidh Craeb (forse Monicrieffe, nei pressi di Perth), dove fu ucciso suo figlio. Una seconda sconfitta costrinse Alpín alla fuga e riportò Nechtan sul trono. Drest morì l'anno successivo in battaglia, mentre non si sa nulla sulla sorte di Alpín.